# Phyllocosmus
Phyllocosmus é um género botânico pertencente à família Ixonanthaceae.

## Espécies
| - Phyllocosmus africanus - Phyllocosmus calothyrsus - Phyllocosmus candidus - Phyllocosmus congolensis | - Phyllocosmus dewevrei - Phyllocosmus lemaireanus - Phyllocosmus senensis - Phyllocosmus sessiliflorus |